# فوسنی دیابات
فوسنی دیابات (انگلیسی: Fousseni Diabaté؛ زادهٔ ۱۸ اکتبر ۱۹۹۵) بازیکن فوتبال اهل مالی است.
از باشگاه‌هایی که در آن بازی کرده‌است می‌توان به باشگاه فوتبال سیواس‌اسپور و باشگاه فوتبال لستر سیتی اشاره کرد.
وی همچنین در تیم‌های ملی فوتبال Mali national under-20 football team، و Mali national under-20 football team، بازی کرده‌است.